# توماس آنکورا
توماس آنکورا (انگلیسی: Thomas Ancora؛ زادهٔ ۲۰ ژوئیهٔ ۱۹۸۶) بازیگر، کارگردان، فیلم‌نامه‌نویس، مجری تلویزیون اهل بلژیک است.
از فیلم‌ها یا برنامه‌های تلویزیونی که وی در آن نقش داشته‌است می‌توان به دوست‌دخترها اشاره کرد.